# La Plus Mauvaise BD du monde
 (février 2025).
Motif : Absence de sources
- Archive Wikiwix
- Bing
- Cairn
- DuckDuckGo
- E. Universalis
- Gallica
- Google
- G. Books
- G. News
- G. Scholar
- Persée
- Qwant
- (zh) Baidu
- (ru) Yandex
- (wd) trouver des œuvres sur Wikidata

| 1. | Préciser le motif de la pose du bandeau. | Précisez le motif de la pose du bandeau en utilisant la syntaxe suivante : {{admissibilité à vérifier\|date=juillet 2025\|motif=remplacez ce texte par le motif}}                                 |
| 2. | Informer les utilisateurs concernés.     | Pensez à avertir le créateur de l'article, par exemple, en insérant le code ci-dessous sur sa page de discussion : {{subst:avertissement admissibilité à vérifier\|La Plus Mauvaise BD du monde}} |

La Plus Mauvaise BD du monde est une série de bande dessinée franco-belge humoristique, créée dans le no 2384 du Journal de Spirou par Pévé.

## Synopsis
Comme son titre le revendique, La Plus Mauvaise BD du monde est délibérément ratée : les dessins sont laids, le scénario est mauvais, mais les gags de cette méta-bande dessinée reposent justement sur ces erreurs.

## Les personnages
- les héros : deux animaux vert et rose très mal dessinés
- le dessinateur : alcoolique passant son temps à chercher avec quoi il va remplir ses planches
- la girafe : grande, elle remplit plusieurs cases, ce qui économise le travail du dessinateur

## Publication

### Périodiques
La série a été publiée dans le Journal de Spirou entre 1983 et 1987.

### Album
La Plus Mauvaise BD du monde n’a jamais été éditée en album.